# Forst Kasten

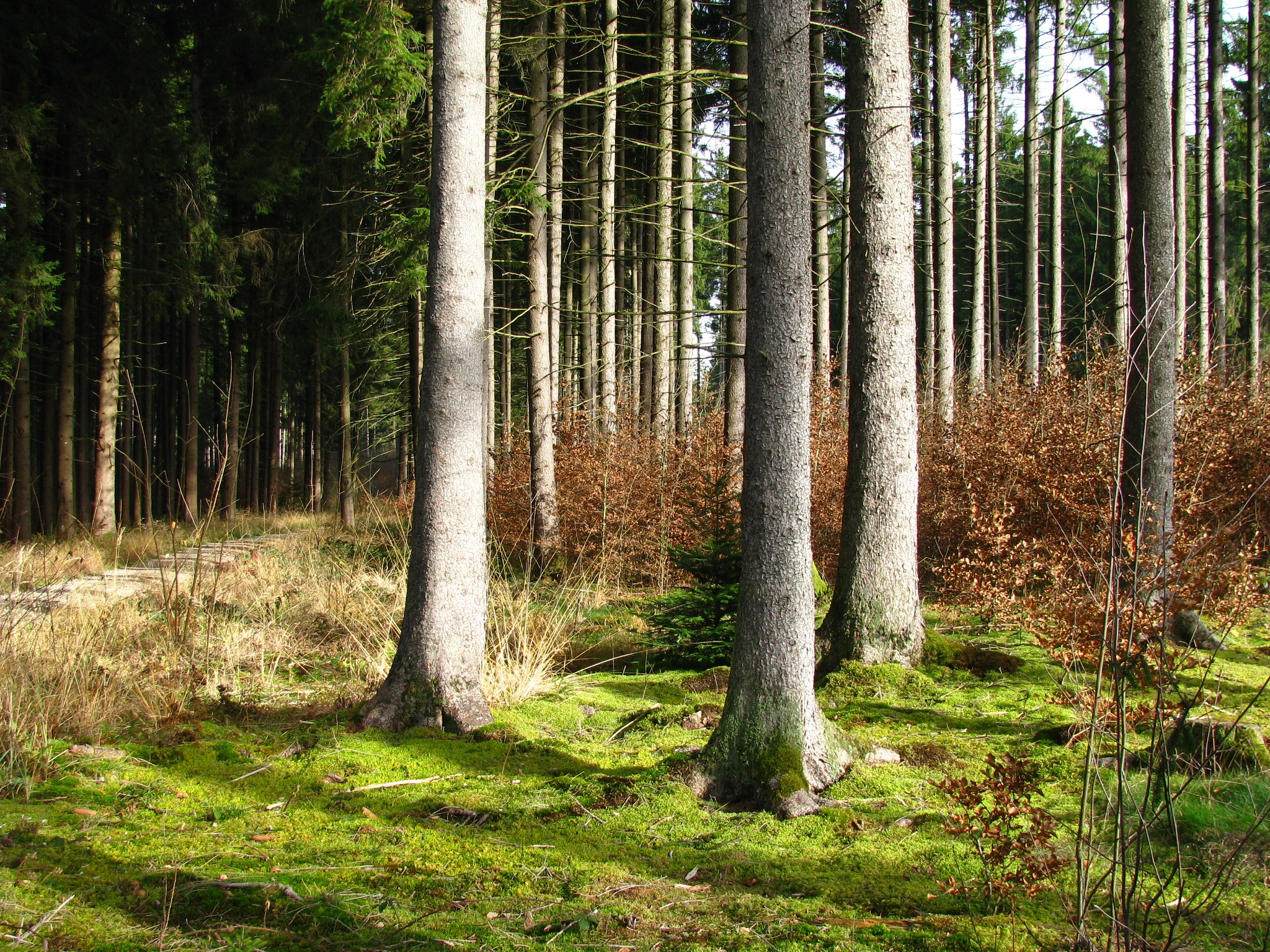
Forst Kasten

Der Forst Kasten ist ein Stiftungswald im Eigentum der Stadt München. Der Forst ist auch unter dem Namen Heiliggeistwald bekannt.

## Geografie

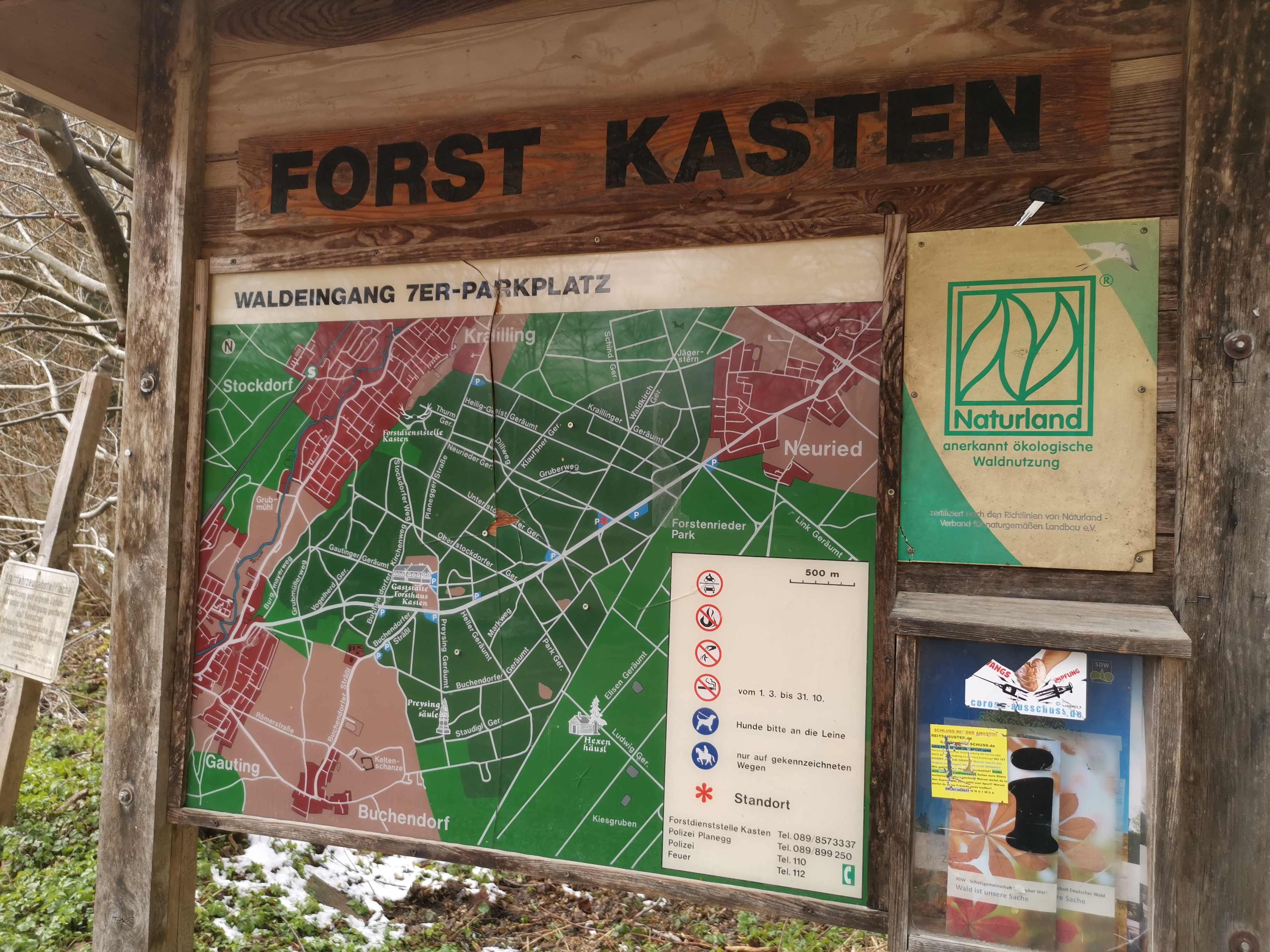
Karte des Forst Kasten (dunkelgrüner Bereich)

Das ca. 800 ha große Waldstück liegt überwiegend auf dem Gebiet der Gemeinde Neuried. Es erstreckt sich vom Zentralort aus in einem etwa 4 Kilometer langen und 1,5 Kilometer breiten Streifen nach Südwesten. Der zweitgrößte Anteil des Waldes liegt auf dem Gebiet von Planegg zwischen Neuried und Krailling. Ein schmaler Rand im Westen des Waldes gehört zu Krailling und Gauting. Südlich des Forst Kasten liegt der Gautinger Ortsteil Buchendorf.
Der Forst ist Teil des Landschaftsschutzgebietes Forstenrieder Park und zählt zum Münchner Grüngürtel. Nach dem Wald war bis ins 19. Jahrhundert auch das Stockdorfer Kastenfeld benannt, das zwischen dem Kraillinger Feld und dem Grubmühl-Feld gelegen war. Verwaltet wird der Wald von der Forstverwaltung im Kommunalreferat der Landeshauptstadt München.
Das Gelände ist vorwiegend flach und reicht als Bestandteil der geneigten Münchner Schotterebene von etwa 560 m ü. NHN im Norden bis etwa 590 m ü. NHN im Süden.

## Geschichte
Im Forst Kasten finden sich zahlreiche Grabhügel, teilweise aus der Hallstattzeit, die Hinweis auf eine frühe Besiedlung des Gebietes geben.
Die erste urkundliche Erwähnung erfolgte 1308, als das Münchner Heilig-Geist-Spital das „Gut zu Chastel mit wismat mit waide mit holze und allem daz der zu gehört“ (mit Wiesmahd, mit Weide, mit Wald und allem, was dazugehört) von dem Andechser Ministerialen Heinrich von Smiechen erwarb. In den folgenden Jahrzehnten entwickelte sich eine Schwaige zur Bewirtschaftung des Waldes. Von 1715 bis 1745 war der Forst Teil des kurfürstlich bayerischen Hirschjagdparks. Bis 1800 konnte das Heilig-Geist-Spital die Waldfläche durch weitere Zukäufe auf seine heutige Größe erweitern.
Im Laufe des 19. Jahrhunderts begann man ähnlich wie im Kreuzlinger Forst die Bewirtschaftung von den ursprünglichen Buchen- und dann Eichenbeständen auf Fichtenkulturen umzustellen. Etwa seit 1990 werden die naturfremden, sturm- und schädlingsanfälligen Fichtenmonokulturen von den zuständigen Forstleuten wieder in ökonomisch und ökologisch wertvolle Mischwaldbestände umgebaut. Dies geschieht durch die Pflanzung verschiedener Mischbaumarten und deren Schutz vor existenzbedrohendem Rehwildverbiss durch scharfe Bejagung. Bis 1884 war Forst Kasten Bestandteil des königlichen Hofjagdgebiets. Ab 1899 wurden im Forsthaus Kasten Brotzeiten an Wanderer verkauft, woraus sich die heute bestehende Gaststätte mit Biergarten entwickelte.

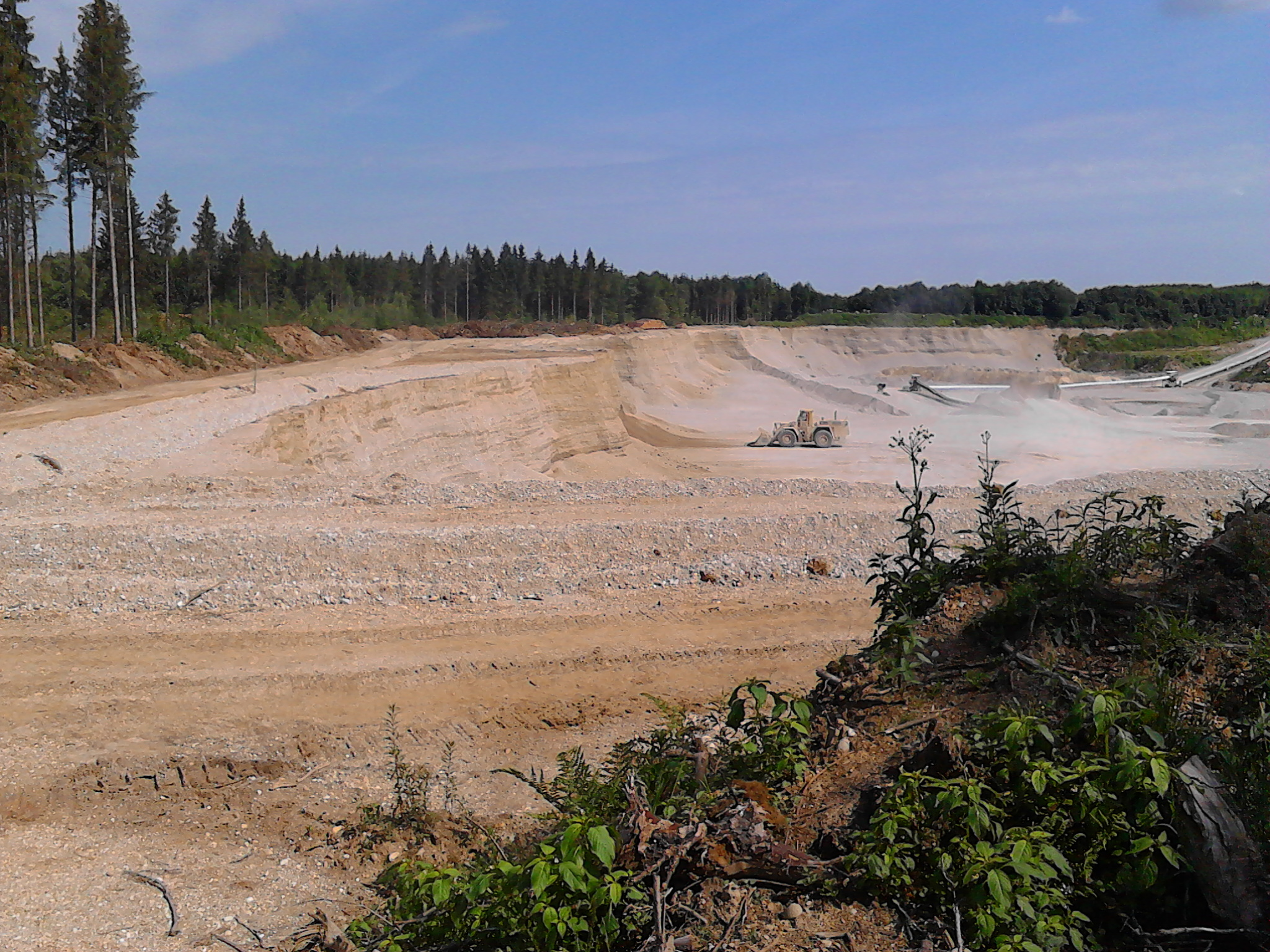
Blick auf die Kiesgrube bei Planegg am Nordrand von Forst Kasten (2015)

Anfang der 1970er Jahre nahmen zwei Kiesgruben der Firma Bernhard Glück aus Gräfelfing im Forst Kasten den Betrieb auf. Die kleinere Kiesgrube befand sich westlich von Neuried mitten im Wald (Standort) und war mit einem Schürfkübelbagger und zeitweise auch mit einem Radlader besetzt. Die zweite, deutlich größere Kiesgrube wurde dagegen südlich von Planegg am Waldrand eröffnet (Standort). Dort wird seither der Kies mit Radladern abgebaut und per Bandstraße in das etwa zweieinhalb Kilometer entfernte Kieswerk bei Gräfelfing transportiert. Der Kiesabbau und die damit verbundene Abholzung des Forstes wird in der Bevölkerung und bei Umweltschutzverbänden zunehmend kritisch gesehen. Der Stadtrat befasst sich mit dem Thema und will die Rodung des Forstes stoppen.
Bis zum 31. Dezember 2001 bildete ein Großteil des Waldgebiets das gemeindefreie Gebiet Forst Kasten im Landkreis München. Es hatte ursprünglich eine Fläche von 598,03 und zuletzt 590,28 Hektar. Mit Wirkung zum 1. Januar 2002 wurde es zwischen den Gemeinden Neuried (459,64 Hektar) und Planegg (130,64 Hektar) aufgeteilt. Das Forsthaus Kasten war nicht Teil des gemeindefreien Gebiets, sondern gehörte als Exklave bereits vorher zur Gemeinde Neuried (Flurstück 342 der Gemarkung Neuried, etwas mehr als 0,4 Hektar).

## Achtsamkeitspfad im Forst Kasten

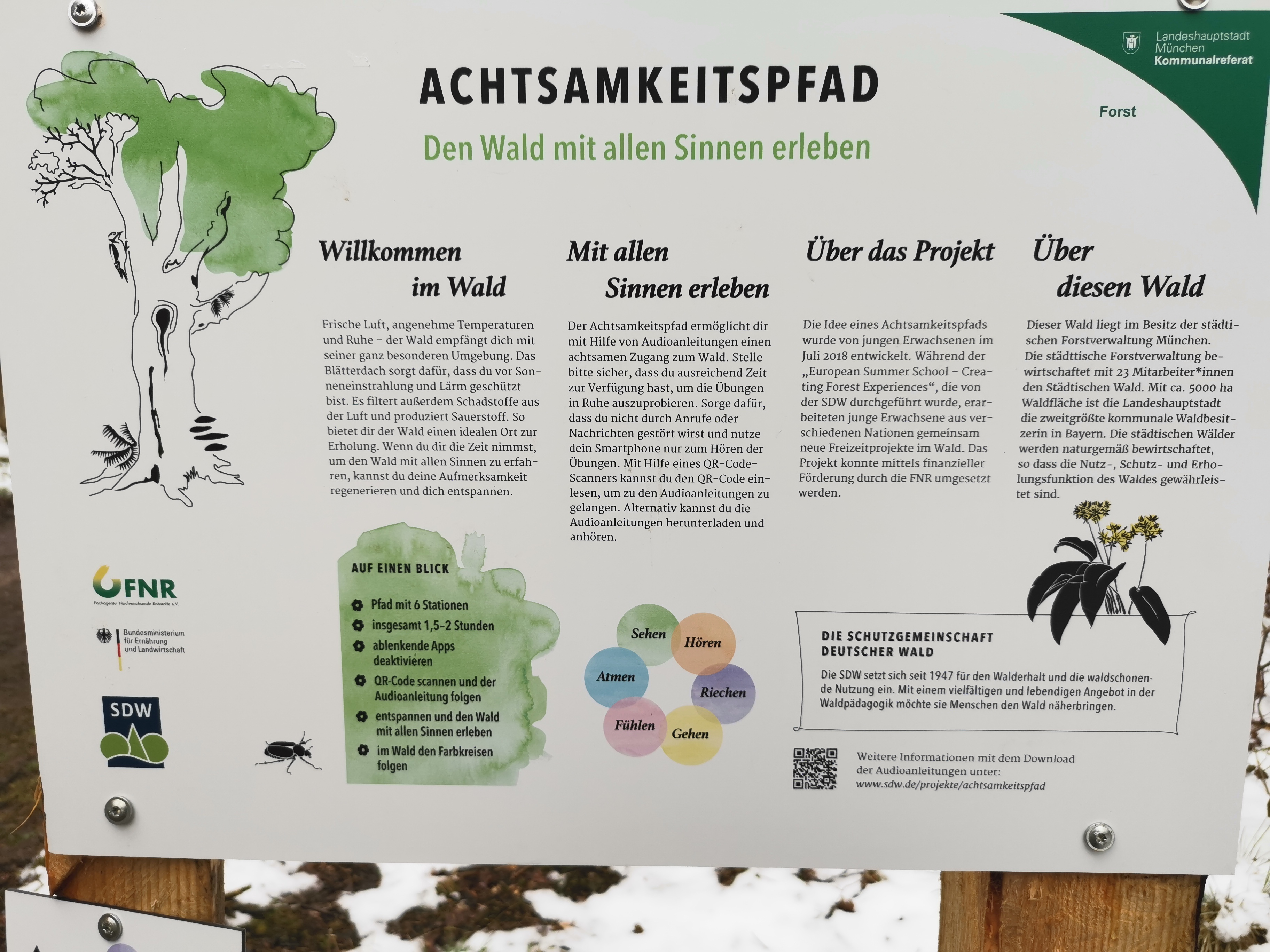
Achtsamkeitspfad im Forst Kasten.

Am Planeggerl Sträßerl Ecke Dillweg befindet sich ein Achtsamkeitspfad. Dieser wird unterstützt von der Schutzgemeinschaft Deutscher Wald und dem Kommunalreferat der Landeshauptstadt München.

## Riesen-Bärenklau rund um die Kiesgrube

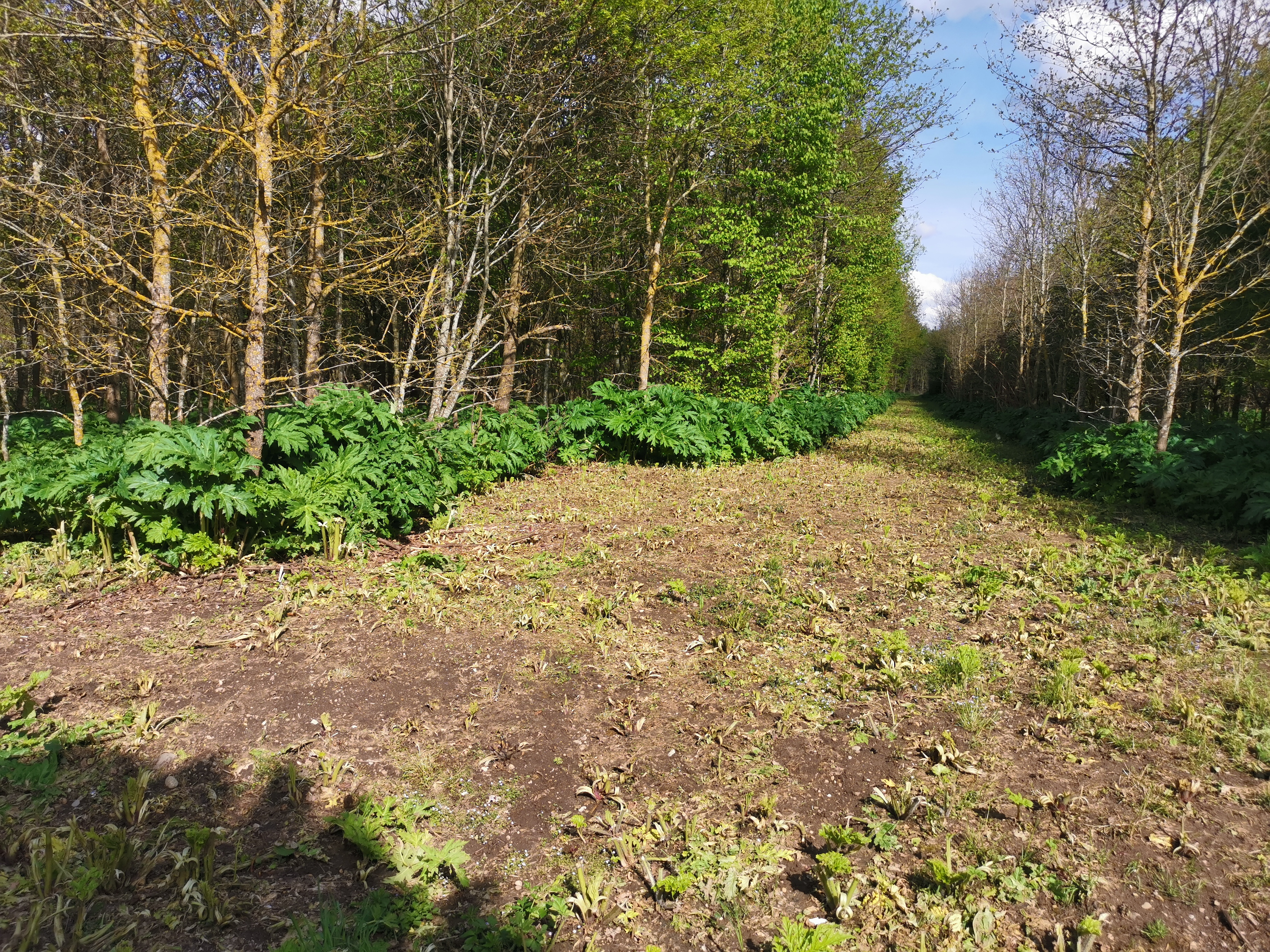
Großflächige Plage im gerade rekultivierten Gelände am Forst Kasten.

Nordöstlich und westlich der Kiesgrube Hochbirket am Nordrand des Forst Kasten wuchert der Riesen-Bärenklau (Herkulesstaude) bis weit ins Unterholz. Das Gebiet wurde in den letzten Jahren aufgefüllt (Bauschuttdeponie) und rekultiviert. Daher kann man hier deutlich die Zeichen einer Ruderalvegetation erkennen. Aktuell wird in eingezäunten Bereichen die Eindämmung mit Ziegen versucht. Für die Zukunft droht die Ausweitung der Spezies in den städtischen Wald. Generell ist die Beseitigung mit hohem Aufwand verbunden.

## Geplante Erweiterung des Kiesabbaus

### Proteste
Am 18. Mai 2021 errichteten Klimaaktivistinnen und Naturschützer im Forst Kasten ein zwei Baumhäuser und eine Mahnwache, um gegen den Kiesabbau und das Abholzen von aktuell etwa neuneinhalb Hektar Wald zwischen Neuried und Planegg zu protestieren. Der Sozialausschuss des Münchner Stadtrats beschloss am Donnerstag, den 20. Mai in nichtöffentlicher Sitzung, dass das Neurieder Unternehmen Gebrüder Huber Bodenrecycling GmbH den Zuschlag erhält, etwa neuneinhalb Hektar Wald zu schlagen.
Am Montag, 21. Juni 2021 wurden die Baumhäuser durch die Polizei geräumt. Die Mahnwache am Waldweg Klaußner Geräumt war offiziell angemeldet und wurde wenig später aufgegeben.
Im Rahmen dieser Protestaktion entstand das Pressefoto Bayern des Jahres 2021 in der Kategorie Energie & Umwelt mit dem Titel Baumbesetzung. Verliehen wurde dieser Preis durch den Bayerischen Journalisten-Verband an den Fotografen Erich Weichelt.

Der Protest wird aktuell auf juristischem Wege mit Hilfe der Klimaanwältin Roda Verheyen von der Rechtsanwaltskanzlei Günther weitergeführt.

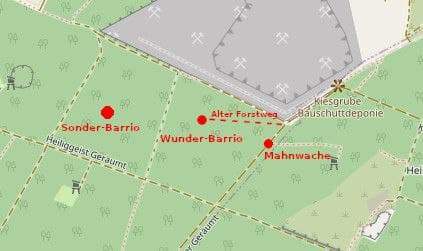
Aktionsorte
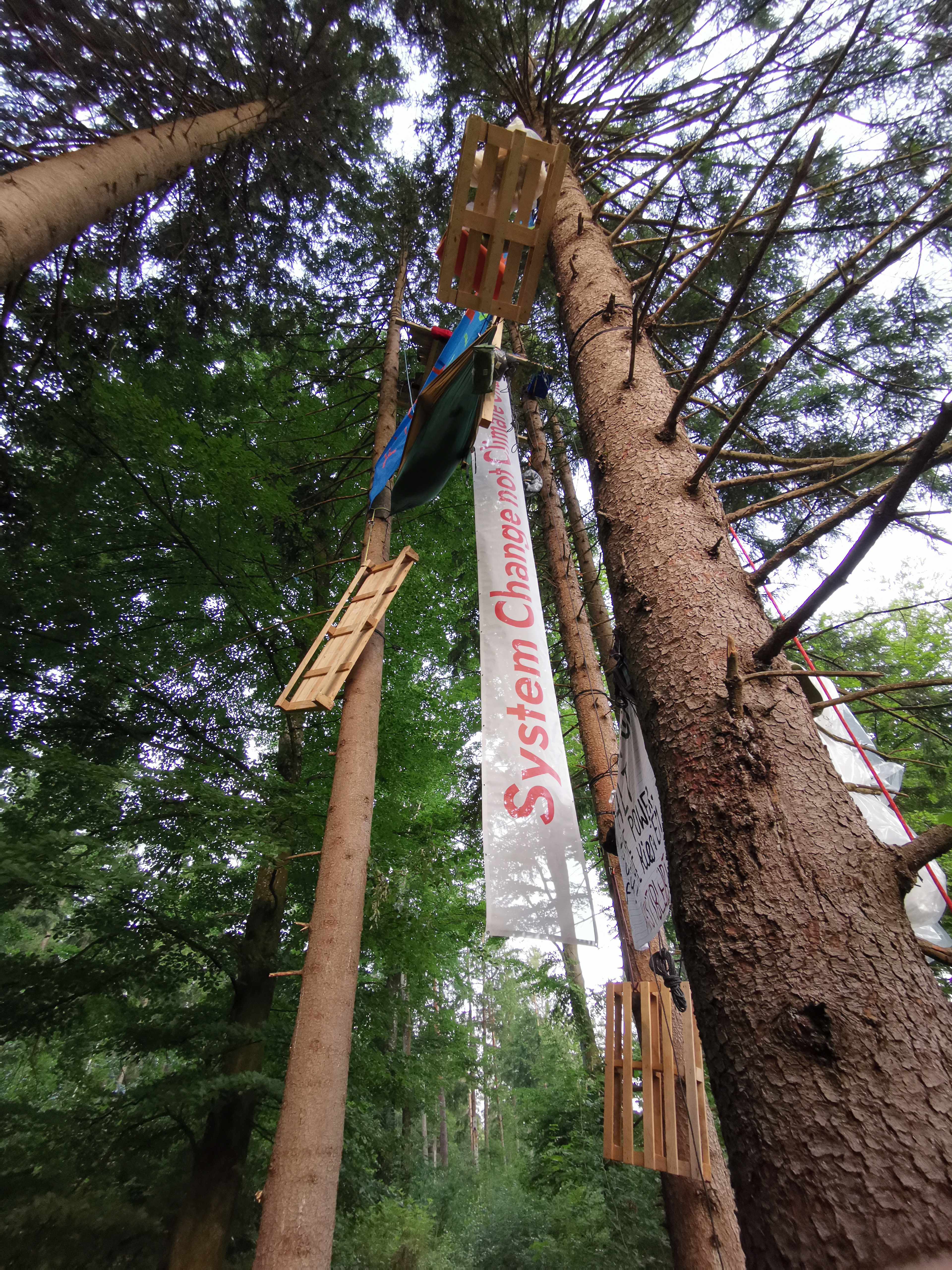
Baumhaus „Sonder-Barrio“
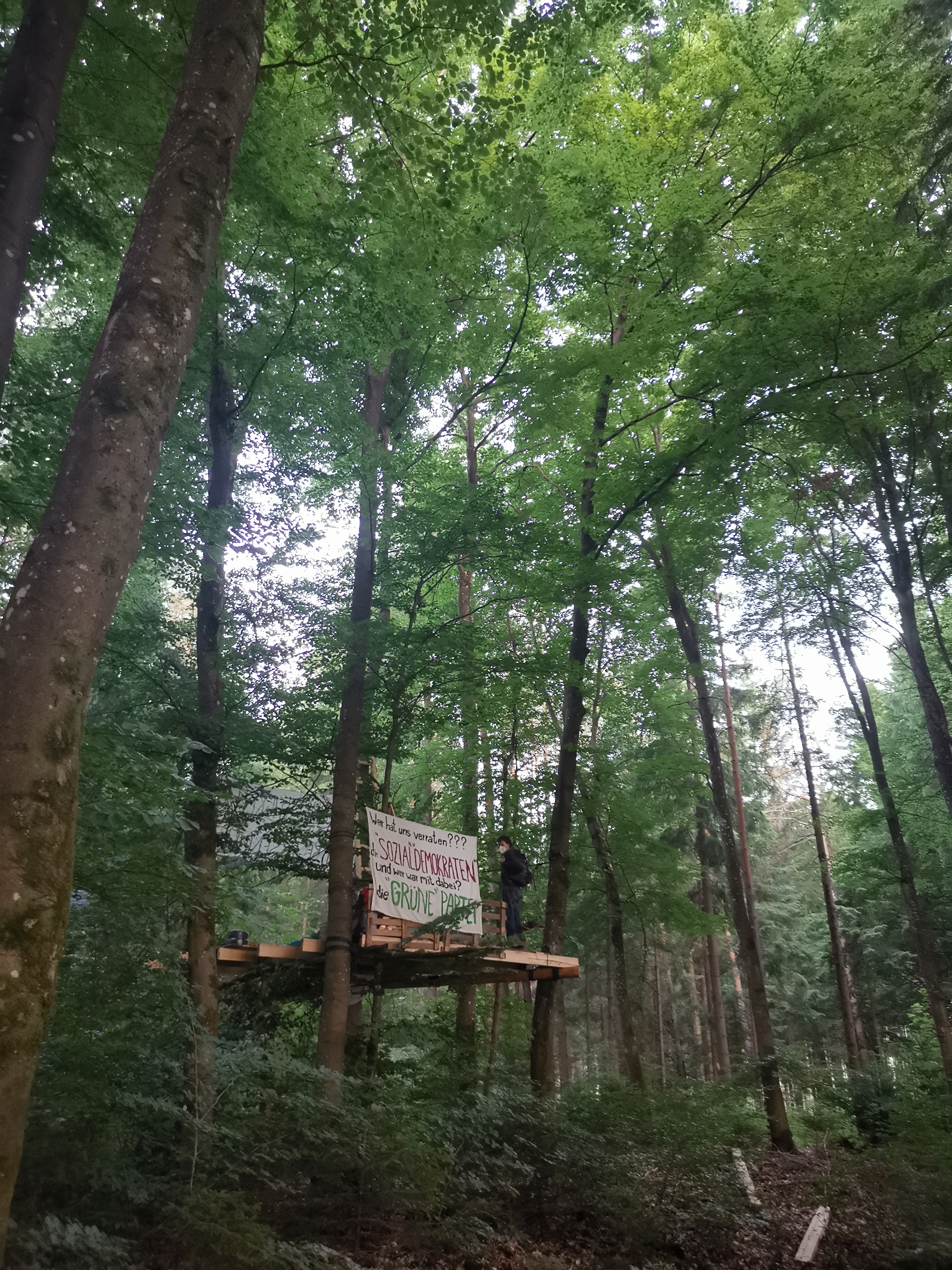
Baumhaus „Wunder-Barrio“
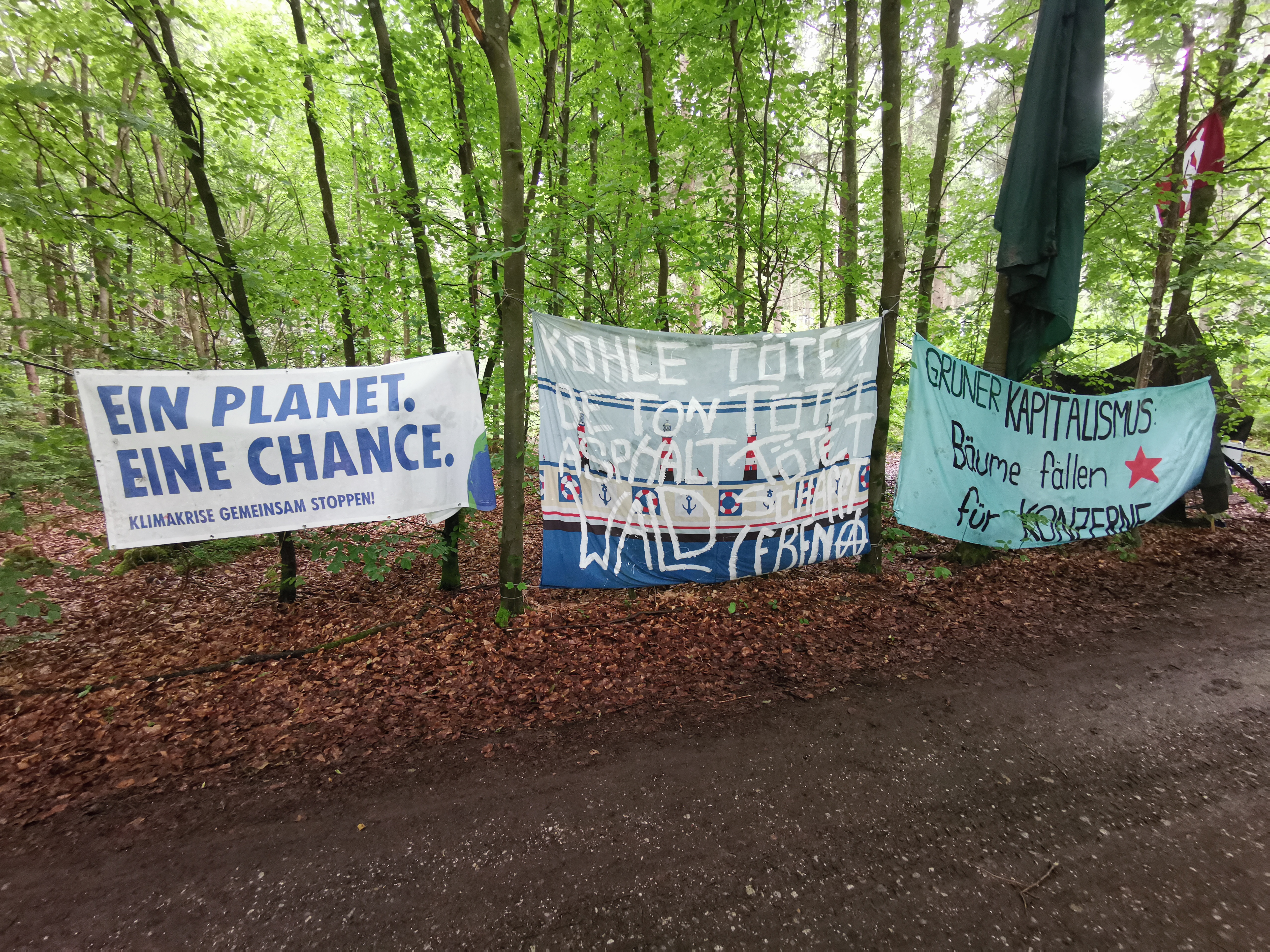
Plakate an der Mahnwache

### Projektende durch Stadt München
Anfang Juni 2023 gab die Stadt München für die Heiliggeistspital-Stiftung bekannt den Vertrag mit dem Kiesabbauunternehmen aufzugeben. Grund seien „geänderte Rahmenbedingungen“. Die Aktivisten, die den Wald besetzt hatten, sehen den Erhalt als Erfolg des zivilgesellschaftlichen Protests. Einige der angestrebten Strafverfahren wurden eingestellt.